# Баризьен, Фридрих Гартман
Фридрих Гартман Баризьен (нем. Friedrich Hartmann Barisien; 21 июля 1724, Кобург, Саксен-Кобург-Заальфельд — 19 августа 1796, Митава) — немецкий художник французского происхождения, работавший в России и Курляндии.

## Биография
Фридрих Гартманн Баризьен родился 21 июля 1724 года в городе Кобурге. Его дед, архитектор при дворе короля Франции Людовика XIV, бежал из Парижа в Дрезден, столицу Саксонии, где взял фамилию Паризьен («Парижанин»), которая позже трансформировалась в Баризьен. Отец художника был литейщиком.
Фридрих Гартман сначала изучил ремесло отца, а затем окончил рисовальную школу в Дрездене. В 1750 году он посетил Астрахань. Во второй половине 1750-х годов работал в Санкт-Петербурге, писал виды императорских резиденций Царское село и Ораниенбаум, некоторые из которых сегодня хранятся в коллекциях соответствующих музеев-заповедников. 
В дальнейшем работал в независимом Курляндском герцогстве со столицей в Митау (Митаве), на завершающем этапе его существования, где был придворным художником. Выполнил, в частности несколько портретов владетельного герцога Петра фон Бирона, один из которых сегодня хранится в собрании подмосковного музея-заповедника «Архангельское». Тем не менее, не терял связей с Россией, и в 1786 году за представленную картину был избран академиком Императорской академии художеств в Санкт-Петербурге.
В 1790-е годы, помимо Митавы, работал, как минимум, и в соседней российской Риге, где, в частности, в 1794 году написал портрет графа П. А. Палена.
Скончался в 1796 году в Митаве.

## Галерея

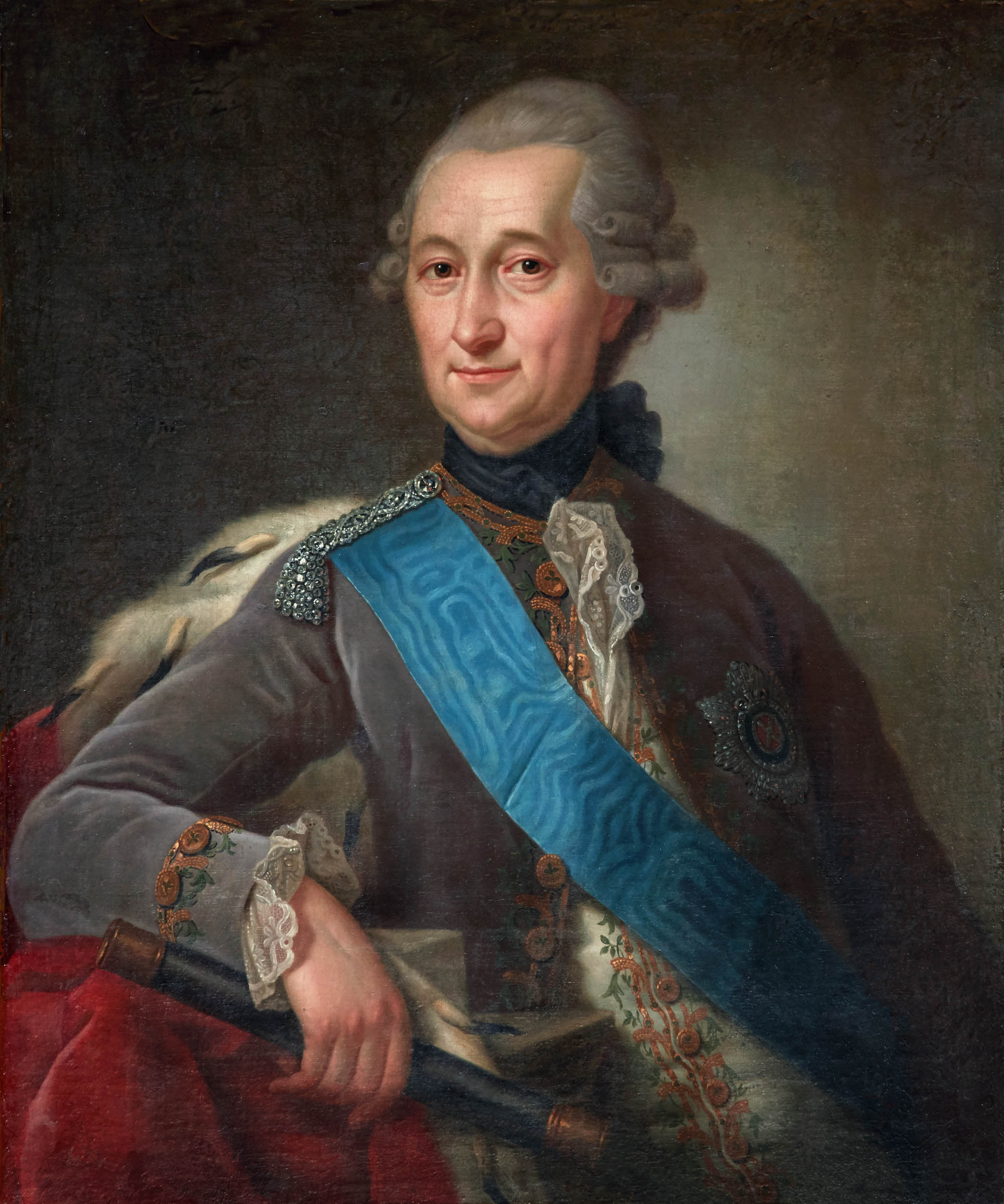
Пётр Бирон, владетельный герцог Курляндский. Национальный музей истории Латвии, Рига.
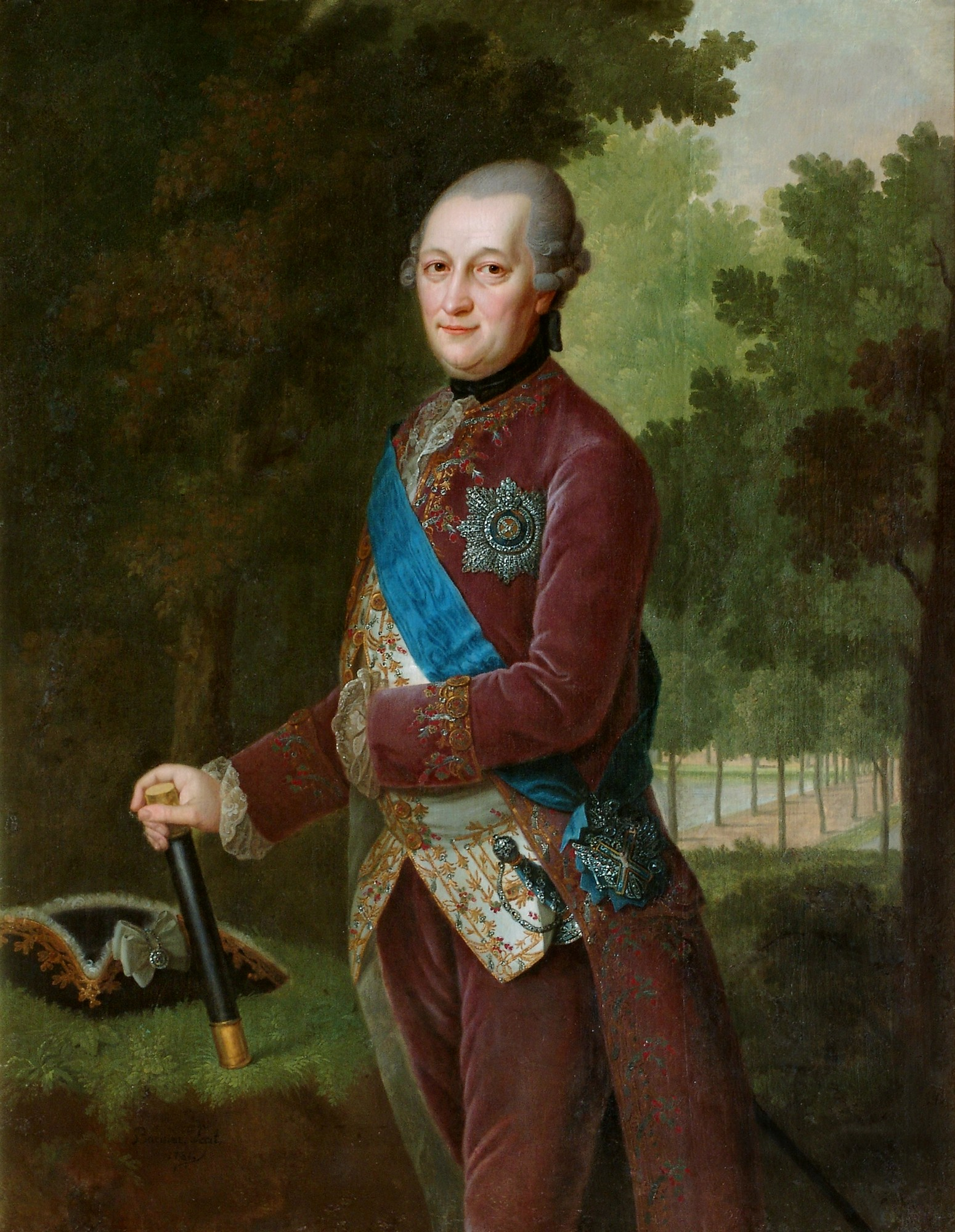
Пётр Бирон, владетельный герцог Курляндский. Рундальский дворец-музей, Латвия.
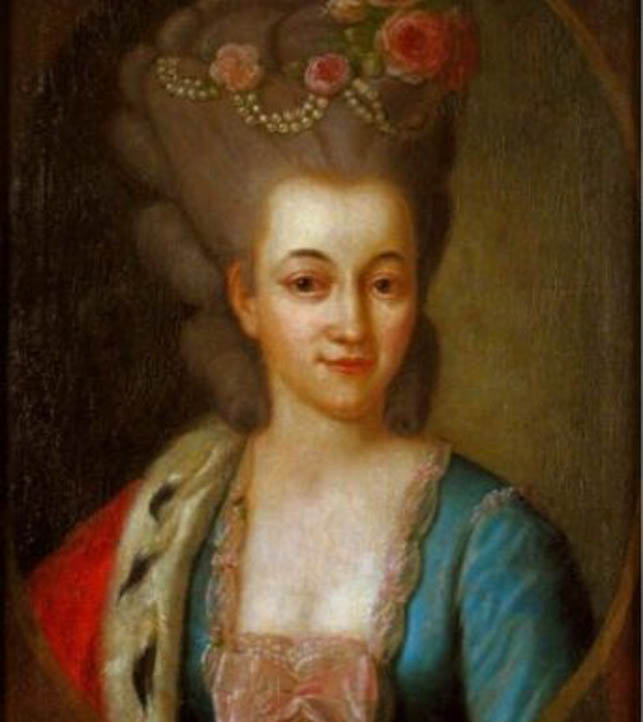
Принцесса Каролина Луиза Вальдек-Пирмонтская, первая супруга Петра Бирона.
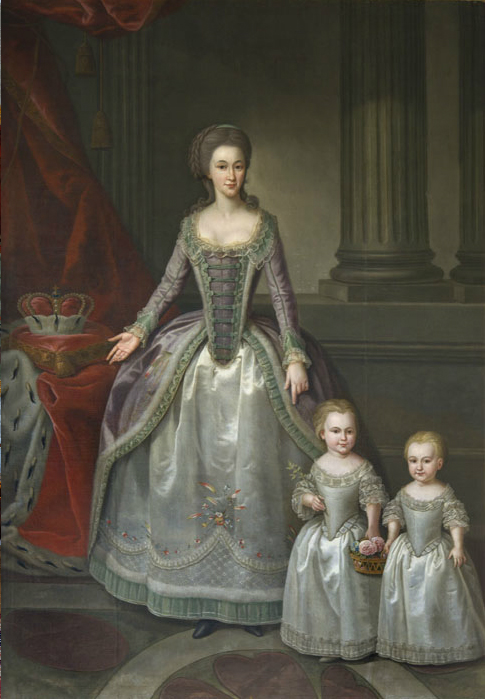
Доротея фон Медем, вторая супруга Петра Бирона, с дочерьми. Рундальский дворец-музей, Латвия.
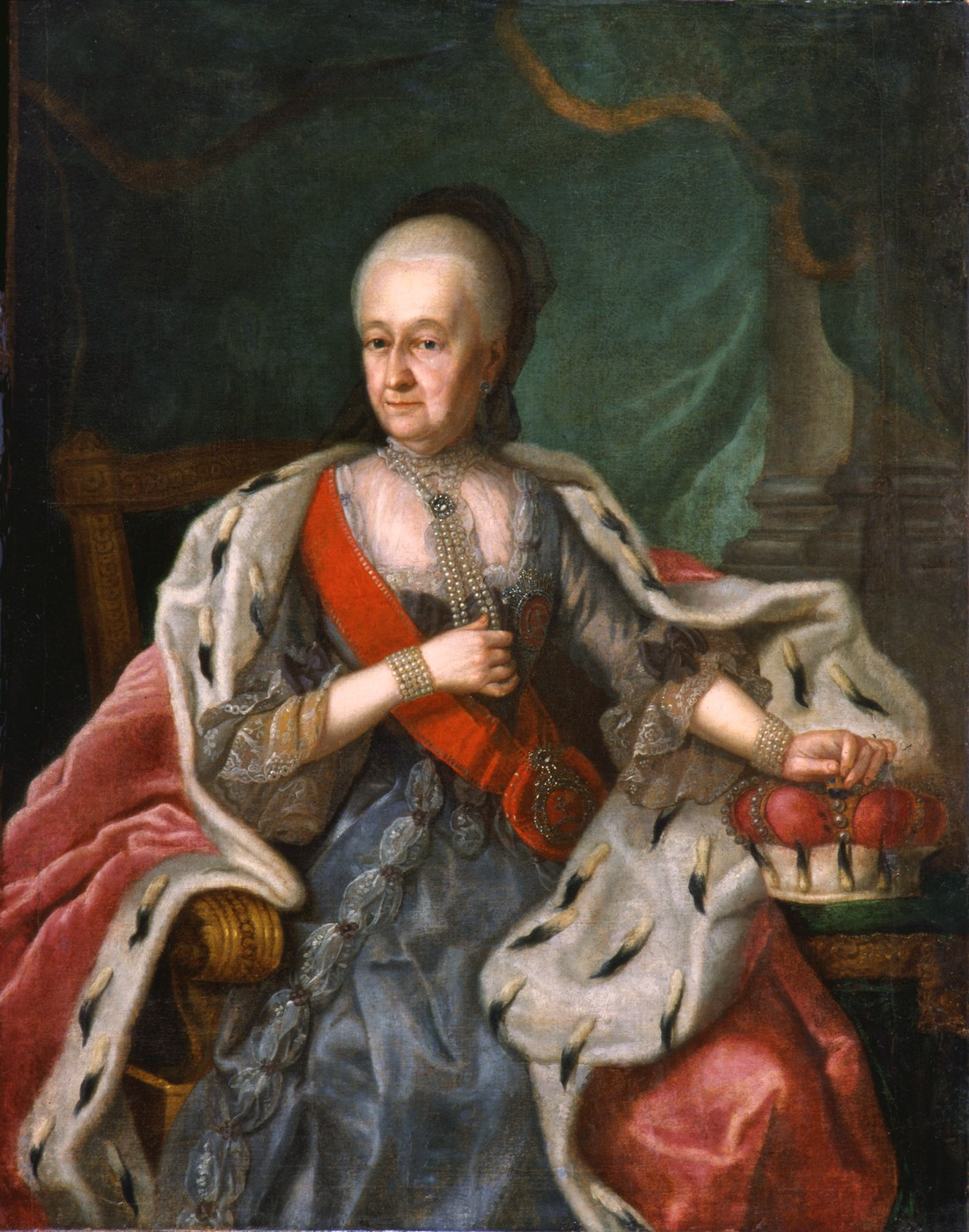
Бенинга Готлиба Бирон, мать Петра Бирона. Рундальский дворец-музей, Латвия.
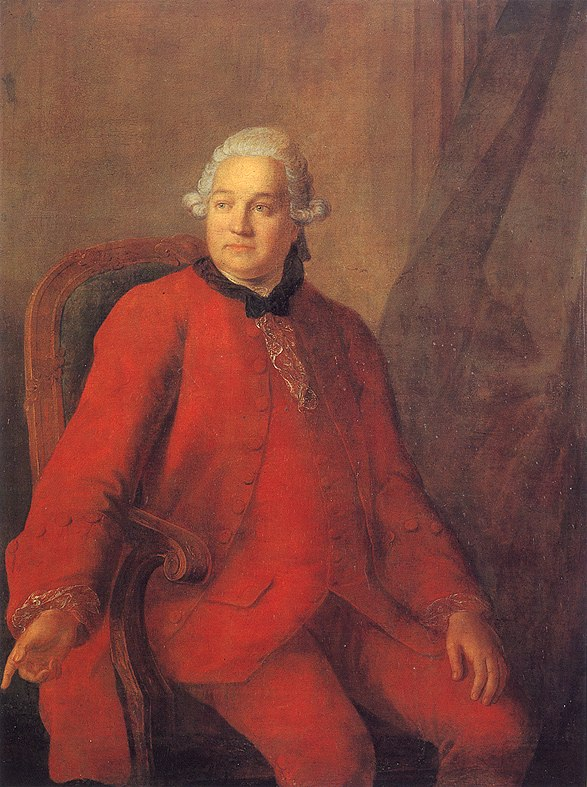
Яков Алексеевич Шубский (в дальнейшем — архимандрит Иаков). Государственная Третьяковская галерея, Москва